# Harry Plate

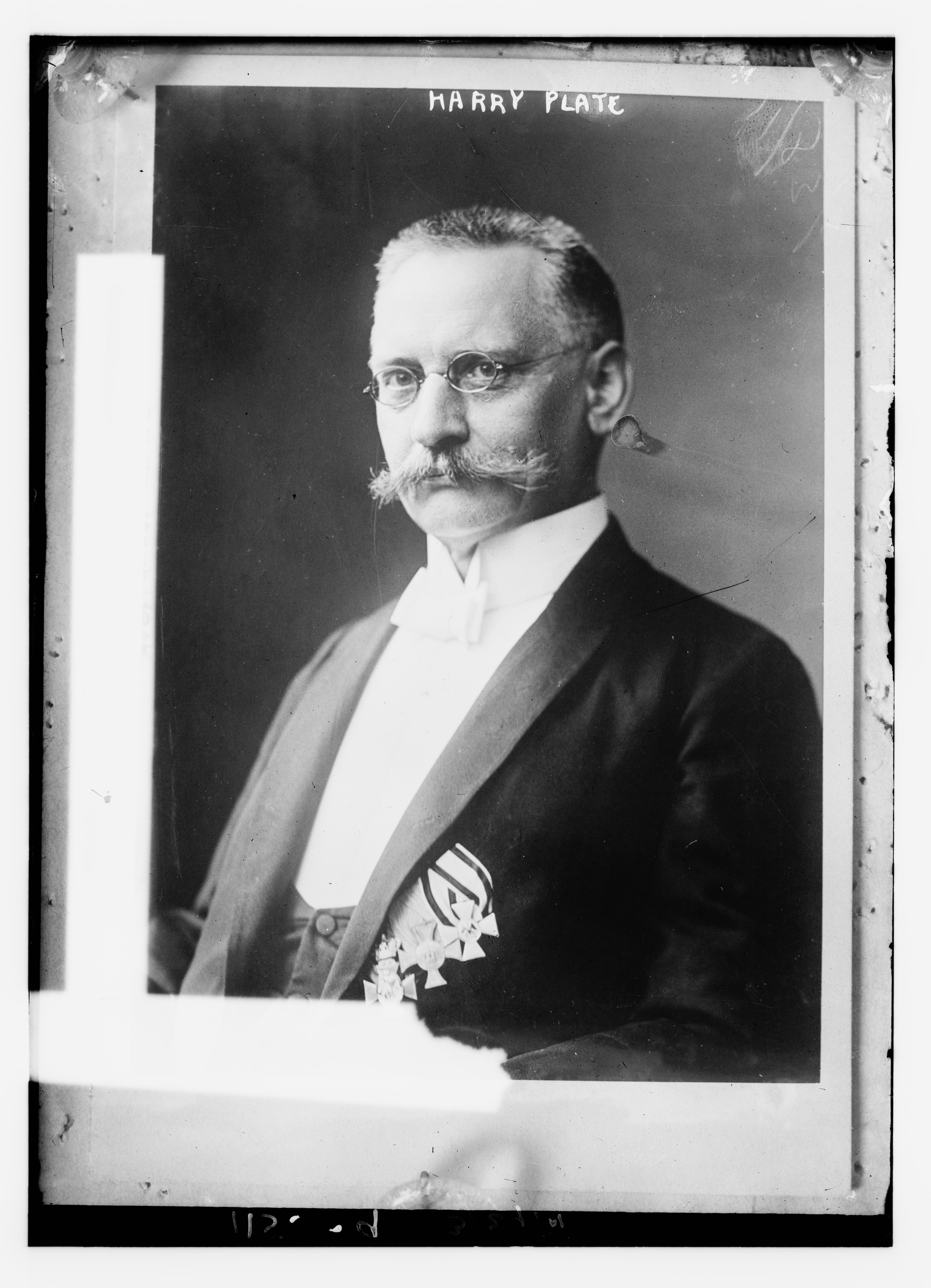
Harry Plate

Harry Plate (* 18. Oktober 1853 in Hannover; † 29. April 1939 ebenda) war ein deutscher Klempnermeister und langjähriger Vorsitzender der Handwerkskammer in Hannover.

## Leben
Harry Plate war Klempnermeister und Vorsitzender der Handwerkskammer in Hannover und wurde 1900 Präsident des neu gegründeten Deutschen Handwerks- und Gewerbetags. Am 15. Dezember 1910 verhandelte das preußische Staatsministerium über die Vertretung der Stände im Preußischen Herrenhaus. Das Handwerk sollte künftig vertreten sein, nicht aber die Arbeiter, da deren Berufsorganisationen größtenteils staatsfeindlich seien. Auf Vorschlag des preußischen Ministers für Handel und Gewerbe vom 4. Januar 1911 wurde Harry Plate 1911 zum Mitglied des Preußischen Herrenhauses berufen und bekleidete diese Funktion bis 1918. 1911 war er Vorstandsmitglied beim Reichsdeutschen Mittelstandsverband, 1912 Vorstandsmitglied im Deutschen Wehrverein. Von 1919 bis 1924 war er Mitglied des Vorläufigen Reichswirtschaftsrats.
Zum 25-jährigen Bestehen des Deutschen Handwerkstages wurde Harry Plate im Jahr 1925 die höchste Auszeichnung des Deutschen Reiches verliehen, der Adlerschild des Deutschen Reiches, allerdings in deklassierter Form als Adlerplakette ohne Standsockel. Harry Plate war der einzige jemals mit dieser minderen Form der Auszeichnung Geehrte.